# 神就是宇宙
神就是宇宙，或宇宙就是神，是一個神學概念，主張神或上帝，在創造宇宙後，變成了宇宙，或者神本身就是宇宙。這是流行在泛神論及自然神論中的概念。另一個類似的是萬有在神論，是指萬物均在神之內 但神本身則外在於萬物的觀念。

## 外部連結
- Institute for Pandeism Studies （页面存档备份，存于）
- The Pandeist Theorem by Robert G. Brown (excerpt from A Theorem Concerning God)
- The Parallels of Pandeism by Bernardo Kastrup
- Discussion of Creative Evolution （页面存档备份，存于） (from the Stanford Encyclopedia of Philosophy （页面存档备份，存于）).